# Action Fighter
Action Fighter is een computerspel dat werd ontwikkeld en uitgegeven door Sega. Het spel kwam in 1988 uit voor de Commodore Amiga. Later volgde ook andere platforms. De speler speelt een motorrijder en moet andere tegenstanders van de weg schieten. 

## Platforms
| Jaar | Platform                                              |
| ---- | ----------------------------------------------------- |
| 1986 | Arcade, SEGA Master System                            |
| 1988 | Amiga                                                 |
| 1989 | Amstrad CPC, Atari ST, Commodore 64, DOS, ZX Spectrum |

## Ontvangst
| Beoordeeld door        | Platform           | Datum             | Score |
| ---------------------- | ------------------ | ----------------- | ----- |
| Amiga Computing        | Amiga              | januari 1990      | 87%   |
| Defunct Games          | SEGA Master System | 1 juli 2006       | 86%   |
| CU Amiga               | Amiga              | oktober 1989      | 82%   |
| The Video Game Critic  | SEGA Master System | 11 juli 2007      | 75%   |
| GamesCollection        | SEGA Master System | 15 september 2008 | 75%   |
| Tilt                   | SEGA Master System | december 1987     | 70%   |
| Power Play             | Atari ST           | augustus 1989     | 65%   |
| The Games Machine (GB) | SEGA Master System | februari 1988     | 63%   |
| Game Freaks 365        | SEGA Master System | 2000              | 40%   |
| Zzap!                  | Amiga              | december 1989     | 35%   |